# Charles Austin
Charles Allen Austin (Bay City, 19 dicembre 1967) è un ex altista statunitense, campione olimpico e mondiale sia assoluto che indoor.

## Biografia
In aggiunta alle quattro medaglie conquistate in carriera in manifestazioni internazionali, con 2,40 m detiene la 7ª prestazione mondiale di ogni epoca ed il record olimpico con 2,39 m, stabilito ad Atlanta 1996. Tra gli altri risultati spicca la vittoria nel 1998 in Coppa del mondo a Johannesburg, con la misura di 2,31 m.
La vittoria olimpica l'ha reso popolare in patria; nel 2000 Austin ha partecipato ad una puntata del Late Show di David Letterman, esibendosi in un salto in diretta all'esterno dello studio televisivo.

## Record nazionali

### Seniores
- Salto in alto: 2,40 m ( Zurigo, 7 agosto 1991)

## Palmarès
| Anno | Manifestazione  | Sede       | Evento        | Risultato | Prestazione | Note                  |
| ---- | --------------- | ---------- | ------------- | --------- | ----------- | --------------------- |
| 1991 | Mondiali indoor | Siviglia   | Salto in alto | 6º        | 2,31 m      |                       |
| 1991 | Mondiali        | Tokyo      | Salto in alto | Oro       | 2,38 m      | Record dei campionati |
| 1992 | Giochi olimpici | Barcellona | Salto in alto | 8º        | 2,28 m      |                       |
| 1993 | Mondiali indoor | Toronto    | Salto in alto | 9º        | 2,24 m      |                       |
| 1995 | Mondiali        | Göteborg   | Salto in alto | 13º (q)   | 2,27 m      |                       |
| 1996 | Giochi olimpici | Atlanta    | Salto in alto | Oro       | 2,39 m      | Record olimpico       |
| 1997 | Mondiali indoor | Parigi     | Salto in alto | Oro       | 2,35 m      |                       |
| 1997 | Mondiali        | Atene      | Salto in alto | 13º (q)   | 2,26 m      |                       |
| 1999 | Mondiali indoor | Maebashi   | Salto in alto | Bronzo    | 2,33 m      |                       |
| 1999 | Mondiali        | Siviglia   | Salto in alto | 8º        | 2,29 m      |                       |
| 2000 | Giochi olimpici | Sydney     | Salto in alto | 24º (q)   | 2,20 m      |                       |
| 2001 | Mondiali indoor | Lisbona    | Salto in alto | 11º       | 2,20 m      |                       |
| 2001 | Mondiali        | Edmonton   | Salto in alto | 9º        | 2,20 m      |                       |
| 2003 | Mondiali indoor | Birmingham | Salto in alto | 10º       | 2,20 m      |                       |

## Campionati nazionali
- 6 volte campione nazionale del salto in alto (1995, 1996, 1997, 1998, 1999, 2000)
- 3 volte campione nazionale indoor del salto in alto (1996, 1997, 2003)

## Altre competizioni internazionali
1996
- 4º alla Grand Prix Final ( Milano), salto in alto - 2,30 m

1998
- Bronzo alla Grand Prix Final ( Mosca), salto in alto - 2,28 m
- Oro in Coppa del mondo ( Johannesburg), salto in alto - 2,31 m

2000
- 7º alla Grand Prix Final ( Doha), salto in alto - 2,15 m